# On Kawara
On Kawara, född 2 januari 1933 i Kariya i Aichi, död 10 juli 2014 i New York, var en japansk konceptkonstnär. Han var bosatt och verksam i New York. Han hade ett flertal utställningar runt om i världen, bland annat på Venedigbiennalen 1976.
Kawaras konst utgörs bland annat av hans datummålningar, vilka består av målningar av dagens datum med vit text mot svart bakgrund. Om han inte hann utföra hela målningen under en dag förstörde han den. "Today"-serien har pågått sedan 1966. Han gjorde även "I Went and I Met"-serien, som består av vykort som han skickade till sina vänner där han beskriver sitt liv. Han skickade även telegram till olika personer med texten "I AM STILL ALIVE".
Kawara gav inte intervjuer och kommenterade heller inte sin konst.
Kawara finns representerad på bland annat Moderna museet, British Museum, Victoria and Albert Museum, Metropolitan Museum, National Gallery of Art
Museum of Modern Art, Cleveland Museum of Art, Museum Boijmans Van Beuningen, Whitney Museum of American Art, Art Institute of Chicago, Philadelphia Museum of Art, San Francisco Museum of Modern Art, Tate Modern och Smithsonian American Art Museum.